# ランタイム・ミュージック・アカデミー
ランタイム・ミュージック・アカデミー (RUNTIME MUSIC ACADEMY) は、芸能事務所のランタイムミュージックエンタテインメントが運営していた芸能養成スクールである。旧称スタジオ・ランタイム (studio RunTime)（2007年3月まで）。

## スタジオ・ランタイム概要
出身アーティストで最も有名なグループはZONEであるが、基本的に現在活躍しているランタイム所属アーティストのほとんどはスタジオ・ランタイム時代の出身者である。
毎年生徒を募集していたが、年齢などの募集要項があった。また、毎年同スクール主催のコンサートイベント「ランタイムさん祭り（R.T.S FES）」「CRYSTAL LIVE」を開催しており、生徒や所属アーティストが出演していた。

## スタジオ・ランタイムからランタイム・ミュージック・アカデミーへ
2007年4月より「ランタイム・ミュージック・アカデミー」となり、レッスンカリキュラムも一新した。
設立当初、時代はSPEED人気に代表されるアイドル歌手ダンスブームであり、ダンスを専門に教えるスクールであった。当初はバンド目的での募集はせず、その旨はホームページにも明記されていた。
時代の変化と共に、アイドル的なダンスグループの時代ではなくなり、パフォーマーとしてのダンスグループが主流になった。ZONEの成功後、ランタイム・ミュージック・アカデミーへと校名変更する頃には、ミュージシャンやバンドの育成スクールとなった。ダンスだけの生徒の募集はおこなわれなくなった。
2008年3月末に閉鎖。